# Parámetros de Clinton

De izquierda a derecha, Ehud Barak, primer ministro israelí; Bill Clinton, presidente estadounidense; y Yaser Arafat, presidente de la Autoridad Nacional Palestina (2 de noviembre de 1999)

Los Parámetros de Clinton (en hebreo: מתווה קלינטון‎, Mitveh Clinton) son directrices para un acuerdo definitivo que resuelva el conflicto palestino-israelí. Fueron propuestos por el entonces presidente de los Estados Unidos Bill Clinton tras el estancamiento de las negociaciones que tuvieron lugar entre israelíes y palestinos del 19 al 23 de diciembre de 2000. Los parámetros resumen los compromisos que Clinton consideraba como los mejores posibles dentro de los márgenes de negociación de ambas partes. Los parámetros de Clinton fueron formulados como una base para futuras negociaciones.
La propuesta se presentó el 23 de diciembre. Cinco días después, el 28 de diciembre, el gobierno israelí aceptó los parámetros, aunque con reservas. En una reunión en la Casa Blanca que tuvo lugar el 2 de enero de 2001, Yasser Arafat también aceptó oficialmente los parámetros con reservas. La Casa Blanca lo confirmó al día siguiente con una declaración institucional que afirmaba que "ambas partes han aceptado ya las ideas del presidente con ciertas reservas". En 2005, Clinton escribió que consideraba que las reservas israelíes estaban dentro de los parámetros, mientras que las reservas palestinas estaban fuera de estos. Algunos autores argumentan que los parámetros de Clinton negaban a los palestinos ciertos aspectos que les correspondían legalmente según el derecho internacional y, más específicamente, la soberanía sobre la totalidad de Cisjordania y Jerusalén Este, el derecho de retorno de los refugiados palestinos a las tierras israelíes que habitaban antes de 1948 y el desmantelamiento de los asentamientos israelíes en la Cisjordania palestina.

## Contexto
El contexto en el que se formularon los parámetros de Clinton es el del fracaso de la Cumbre de Camp David, el consiguiente estallido de la Segunda Intifada (también conocida como Intifada de Al-Aqsa), la cercanía de las elecciones israelíes -en las que las encuestas vaticinaban una derrota del entonces primer ministro Ehud Barak- y el fin del mandato como presidente del propio Bill Clinton, que deseaba concluir ocho años de esfuerzos por la paz en Oriente Medio con una nota positiva.
Las negociaciones de paz palestino-israelíes, que habían quedado paralizadas el 25 de julio de 2000, se retomaron el 19 de diciembre en la Base de la Fuerza Aérea de Bolling, en Washington. El 21 de diciembre, el presidente Clinton presentó un plan para un acuerdo definitivo basado en las conversaciones de paz previas. Cuando se manifestó la incapacidad de ambas partes para llegar a un acuerdo, Clinton ofreció propuestas de intermediación que serían posteriormente bautizadas como "los parámetros de Clinton".
La propuesta había sido diseñada por el enviado de paz para el conflicto palestino-israelí Dennis Ross, aunque incluían conversaciones llevadas a cabo en septiembre entre Ross y los otros miembros de su equipo: Aaron David Miller, Gamal Helal, Jon Schwartz y Robert Malley. No se consultó al presidente Clinton a la hora de redactar las propuestas.

## Los parámetros
Los parámetros de Clinton nacieron como una propuesta no negociable que debía ser aceptada en un margen de cuatro días para que llevase consigo el apoyo del propio Clinton, y se presentaron verbalmente el 23 de diciembre de 2000.
En resumen, la propuesta de Clinton incluía la creación de un Estado palestino que incluía entre el 94% y el 96% de Cisjordania; la anexión por parte de Israel de los bloques de asentamientos, que por aquel entonces alojaban a un 80% de los colonos; la concesión de las áreas palestinas de Jerusalén Este a los palestinos y de las áreas judías a los israelíes; una presencia provisional tanto internacional como israelí en el Valle del Jordán, así como la existencia a largo plazo de tres "estaciones de alerta temprana" controladas por Israel en Cisjordania; la soberanía palestina sobre su propio espacio aéreo; y el regreso de los refugiados palestinos tan solo al Estado palestino. Los parámetros de Clinton no mencionaban en ningún momento a la Franja de Gaza, aunque Clinton declaró el 7 de enero de 2001 que el Estado de Palestina incluiría este territorio. El porcentaje de Cisjordania que quedaría bajo soberanía palestina era, sin embargo, un tanto ambiguo, dado que los israelíes no incluían en esas cifras las zonas anexionadas de Jerusalén Este, la zona de costuras y la parte correspondiente a Palestina en el Mar Muerto. Esto disminuía la oferta israelí en torno al 5% menos de territorio.

El 7 de enero de 2001, en una conferencia en el Israeli Policy Forum de Nueva York, el propio Bill Clinton destacó los principales aspectos de su propuesta:

- El establecimiento de un "Estado de Palestina soberano y viable que se acomode a los requisitos de seguridad de Israel y a las realidades demográficas". Incluiría la Franja de Gaza y "la inmensa mayoría de Cisjordania", mientras que los bloques de asentamientos quedarían incorporados a Israel "con el objetivo de maximizar el número de colonos en Israel mientras que se minimiza la anexión de territorios, para que Palestina sea viable debe ser un Estado geográficamente contiguo"; se necesitarían algunos intercambios de territorios y otros acuerdos para que este acuerdo sea "duradero".
- Una solución para los refugiados palestinos que les permita volver al Estado de Palestina, aquellos que así lo deseen, o encontrar nuevos hogares en su ubicación actual o en terceros países, incluido Israel, "en consonancia con las decisiones soberanas de estos países". Todos los refugiados deberían recibir una compensación de la comunidad internacional por sus pérdidas, así como ayuda para construir sus nuevas vidas; los Estados Unidos liderarían la recolecta de dinero necesaria para reubicarlos de la manera más apropiada. No se debería esperar que Israel reconozca un derecho de retorno ilimitado a la actual Israel, ya que eso "socavaría los cimientos del Estado de Israel o el motivo para crear el Estado de Palestina".
- Una "presencia internacional en Palestina que proporcione seguridad fronteriza frente al Valle del Jordán y que controle la implementación del acuerdo final", así como "una Palestina desmilitarizada, una retirada israelí por fases, para garantizar las necesidades de seguridad israelíes en el Valle del Jordán, así como otros acuerdos esenciales que garanticen la capacidad de Israel de defenderse a sí mismo.
- Cuatro "propuestas justas y lógicas" con respecto a Jerusalén: (a) debería ser una ciudad abierta y no estar dividida, con derechos garantizados de acceso y de oración para todos, alojando las capitales reconocidas internacionalmente de dos Estados, Israel y Palestina, (b) "lo que es árabe debería ser palestino" y (c) "lo que es judío debería ser israelí", mientras que (d) "lo que es sagrado para ambos requiere un cuidado especial para cumplir con las necesidades de todos", con "respeto mutuo para las creencias religiosas y los lugares sagrados de judíos, musulmanes y cristianos".
- "Cualquier acuerdo debería señalar la decisión de dar fin al conflicto, ya que ninguna de las partes puede permitirse hacer estas dolorosas concesiones solo para volver a recibir nuevas exigencias".

### Los parámetros en detalle
Territorio

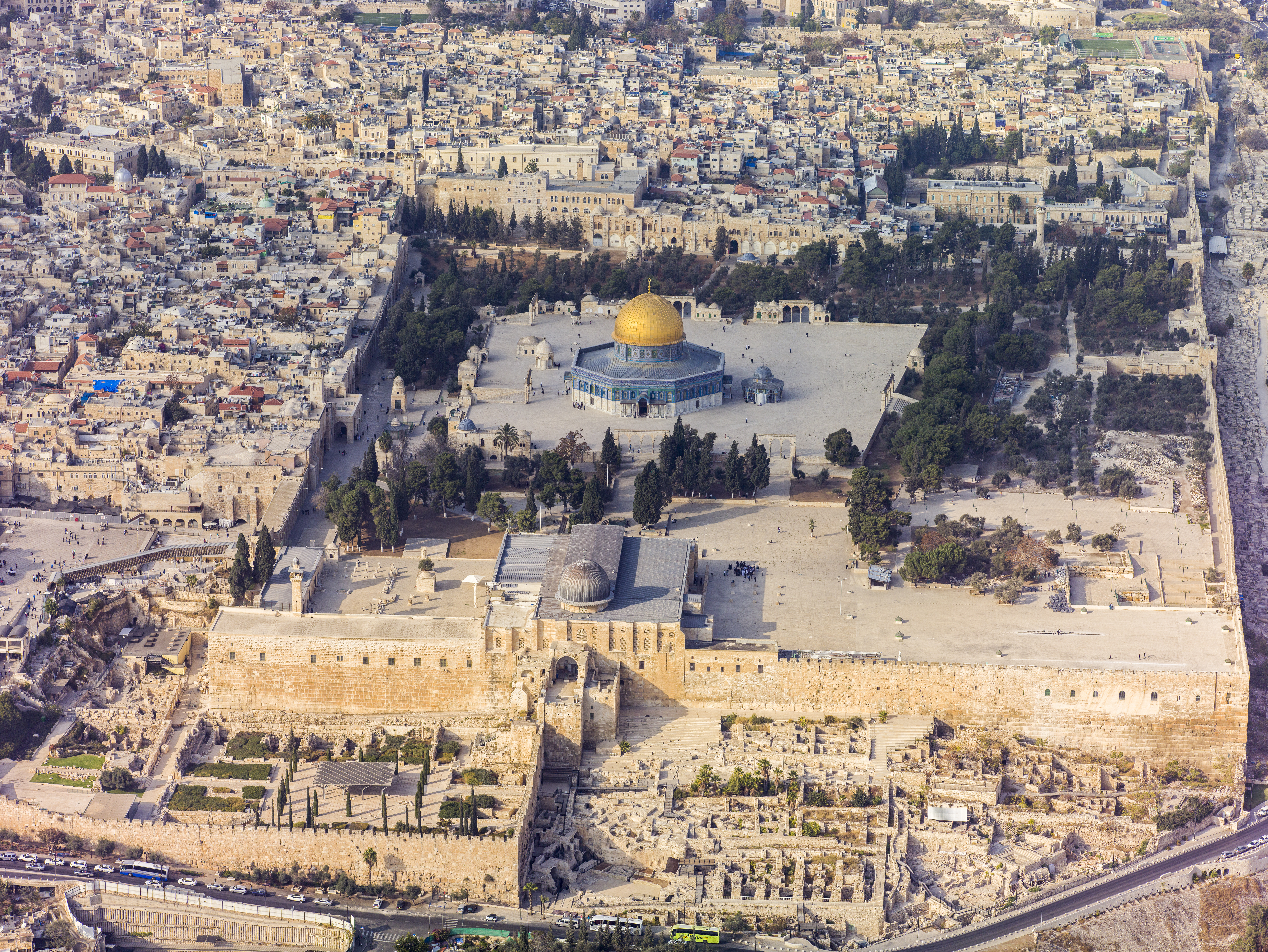
Vista aérea de la Explanada de las Mezquitas (que quedaría bajo soberanía palestina) y el Muro de las Lamentaciones (junto a una pequeña plaza a la izquierda, que quedaría bajo soberanía israelí).

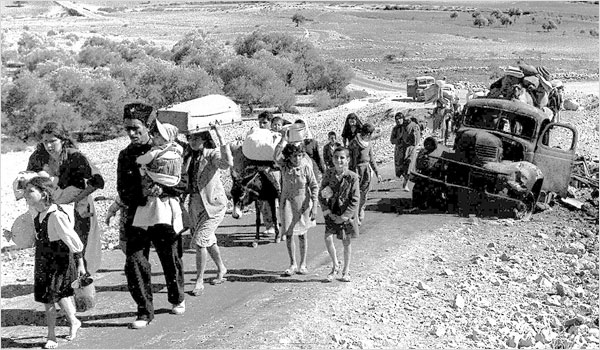
Refugiados palestinos huyendo en la Galilea (1948). Los refugiados palestinos podrían volver al Estado de Palestina, ser rehabilitados en sus países actuales o emigrar a terceros países, siempre con el consentimiento de estos.

Los parámetros de Clinton proponían un Estado de Palestina que comprendiese entre el 94% y el 96% de Cisjordania, así como toda la Franja de Gaza. Israel se anexionaría el resto del territorio, que incluiría los principales bloques de asentamientos israelíes y en el que habitaban el 80% de los colonos de los bloques. Israel cedería entre el 1% y el 3% de su territorio al naciente Estado de Palestina en intercambios de tierra que compensasen las anexiones. El Estado de Palestina sería territorialmente contiguo y se minimizarían tanto como fuese posible los territorios y la población palestina anexionados por Israel.
Jerusalén
Según los parámetros de Clinton, Israel obtendría la soberanía sobre el Muro de las Lamentaciones, mientras que los palestinos obtendrían la soberanía sobre el resto del Monte del Templo, y ambas partes compartirían las decisiones soberanas sobre las excavaciones llevadas a cabo bajo el propio Monte del Templo, incluido el Muro de las Lamentaciones. Jerusalén Este y su ciudad vieja se dividirían siguiendo patrones étnicos, por lo que Israel obtendría la soberanía sobre los asentamientos judíos y Palestina sobre los barrios palestinos de la ciudad. Ambas partes deberían trabajar para crear mapas que maximizasen la contigüidad territorial de sus territorios.
Refugiados palestinos
Los parámetros de Clinton exigían a los palestinos que renunciasen en la práctica a su reclamación del "derecho de retorno" a Israel, y a Israel que reconociese el "sufrimiento moral y material causado al pueblo palestino por la guerra de 1948, así como la necesidad de asistir a la comunidad internacional para que afronte el problema". Tanto Israel como Palestina deberían aceptar una de las siguientes fórmulas: (a) "Ambas partes reconocen el derecho de los refugiados palestinos a volver a la Palestina histórica", o (b) "Ambas partes reconocen el derecho de los refugiados palestinos a volver a su patria". Según los parámetros, se crearía una comisión internacional para implementar todos los aspectos relacionados con los refugiados palestinos en el contexto de un acuerdo de paz definitivo, y Estados Unidos lideraría la recaudación de fondos para las compensaciones materiales a los refugiados palestinos. El Estado de Palestina aceptaría a todos los refugiados que deseasen volver a su territorio. Los refugiados que rechazasen volver serían rehabilitados en los países en los que residían en ese momento, podrían emigrar a terceros países y un número limitado de ellos podría reasentarse en Israel si este país así lo aceptaba. Los refugiados palestinos del Líbano tendrían prioridad en la implementación de estas medidas. Ambas partes aceptarían que, tras estas medidas, habría quedado implementada la resolución 194 de la Asamblea General de las Naciones Unidas, que establece "que debe permitirse a los refugiados que deseen regresar a sus hogares y vivir en paz con sus vecinos, que así lo hagan lo antes posible, y que deberán pagarse indemnizaciones a título de compensación por los bienes de los que decidan no regresar a sus hogares y por todo bien perdido o dañado".
Seguridad

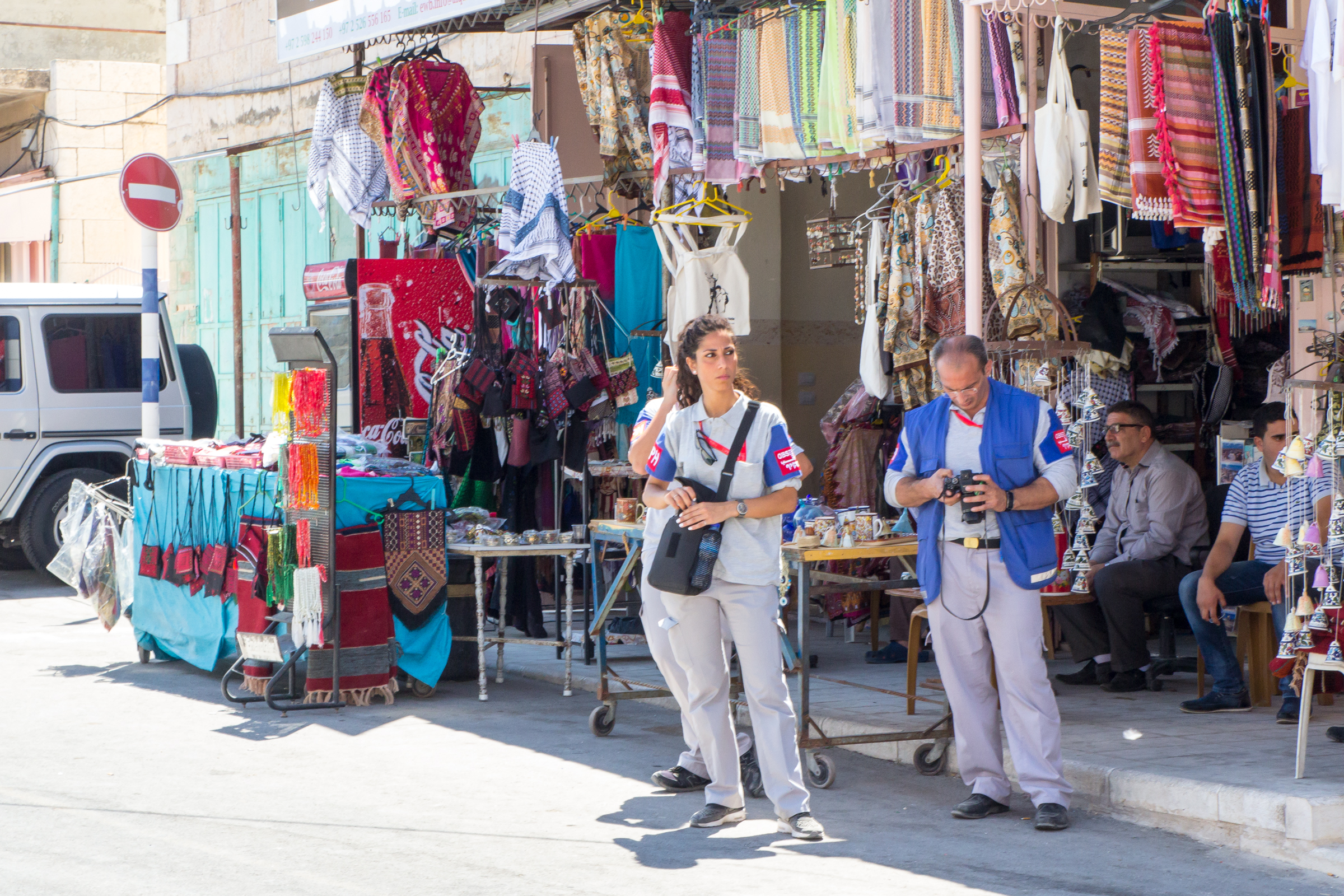
Observadores internacionales en Hebrón (2015). La retirada de las tropas israelíes coincidiría con el despliegue de una fuerza internacional que llevaría a cabo labores de vigilancia de fronteras.

Las Fuerzas de Defensa de Israel se retirarían en un plazo de 36 meses y se verían reemplazadas gradualmente por una fuerza internacional. Israel mantendría una pequeña presencia militar en posiciones fijas del Valle del Jordán bajo autoridad de la fuerza internacional durante otros 36 meses. Este periodo se podría reducir en caso de que disminuyeran las amenazas regionales de Israel. Israel también mantendría tres instalaciones de radar en Cisjordania (denominadas Estaciones de Alerta Temprana, EWS en sus siglas inglesas). Estas instalaciones tendrían un oficial de enlace palestino y estarían sujetas a revisión cada diez años, mientras que cualquier cambio de estatus debería ser mutuamente acordado por ambas partes.
El Estado de Palestina tendría la soberanía sobre su propio espacio aéreo, con excepciones especiales para ejercicios de entrenamiento israelíes y por motivos operacionales. El Estado palestino quedaría definido como un "Estado no-militarizado" y no podría tener un ejército convencional, pero se le permitiría tener unas "poderosas fuerzas de seguridad". En el Estado palestino también se emplazaría una fuerza internacional para encargarse de la seguridad de fronteras y para actuar a modo de disuasión. Esta fuerza internacional solamente podría ser retirada en caso de acuerdo mutuo entre las partes.
En el caso de que existiese una amenaza militar a la seguridad nacional de Israel que llevase consigo la declaración de un estado de emergencia, a Israel se le permitiría desplegar fuerzas militares por determinadas áreas y rutas establecidas previamente en un mapa. Israel debería notificar por adelantado cualquier despliegue de este tipo a las fuerzas internacionales.
Fin del conflicto
Los parámetros de Clinton exigían que la aceptación de este acuerdo pusiese punto final al conflicto y a cualquier otro tipo de reclamaciones. Algo así se podría lograr mediante una resolución del Consejo de Seguridad de las Naciones Unidas que declarase implementadas las resoluciones 242 y 338.

## Reacciones a la propuesta
El 3 de enero de 2001, la Casa Blanca publicó una declaración oficial que afirmaba que ambas partes habían aceptado los parámetros de Clinton con ciertas reservas. Según Bill Clinton y Dennis Ross, las reservas de Ehud Barak estaban "dentro de" los parámetros, mientras que las reservas de Yaser Arafat estaban "fuera de" estos. Sin embargo, según Jeremy Pressman, las reservas israelíes contradecían los propios parámetros, sobre todo el rechazo de Barak a la soberanía palestina sobre el Monte del Templo. Además, los israelíes exigían una ruta que conectase Jerusalén Este con el río Jordán, (quizá a través de un túnel o un puente) para obtener así un territorio contiguo, y probablemente una ruta adicional hasta Ariel, lo que habría partido Cisjordania en pedazos. Por su parte, en cuanto a las reservas palestinas, sólo el apartado de los refugiados parecía clave.

### Israel

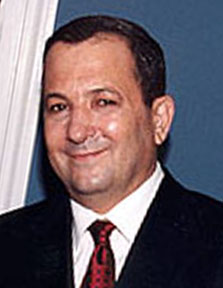
Ehud Barak, primer ministro israelí a comienzos de 2000.

Los parámetros de Clinton recibieron una mezcla de apoyo y crítica en Israel, donde algunos miembros del gobierno y el alcalde de Jerusalén mostraron su oposición. También se expresaron dudas sobre si los parámetros resultarían aprobados en un referéndum y sobre si los palestinos acabarían violando su parte correspondiente del acuerdo.
A pesar de que algunos aspectos en torno a Jerusalén contradecían las promesas electorales del primer ministro Ehud Barak, los parámetros recibieron un amplio apoyo del gobierno israelí, que ya el 28 de diciembre decidió aceptarlos por 10 votos a favor y 2 en contra, pero con ciertas reservas y con la condición de que los palestinos también lo aprobasen. Tan solo un ministro del gabinete, Roni Milo, presentó su dimisión por la aprobación del plan.
El 31 de diciembre, Barak declaró que Israel había aceptado las propuestas de Clinton, pero que no aceptaría el derecho de retorno palestino a Israel y la soberanía palestina sobre el Monte del Templo. A pesar de que anunció su aprobación del plan, Barak envió a Clinton una carta de 20 páginas con sus "reservas". Los dos puntos principales de esta carta eran que "no firmaría ningún documento que transfiriese la soberanía del Monte del Templo a los palestinos" y que "ningún primer ministro israelí aceptará ni un solo refugiado en base derecho de retorno". También expresó algunas reservas menores con respecto a los ajustes de seguridad, las zonas de despliegue y control de los pasos fronterizos. En una conversación telefónica con Clinton, el primer ministro Barak también pidió que se le permitiese a Israel mantener la soberanía sobre la "cuenca sagrada", toda la zona exterior de la Ciudad Vieja que incluye la Ciudad de David y las Tumbas de los Profetas en la carretera hacia el Monte de los Olivos, del que no se hablaba en los parámetros.

### Palestina

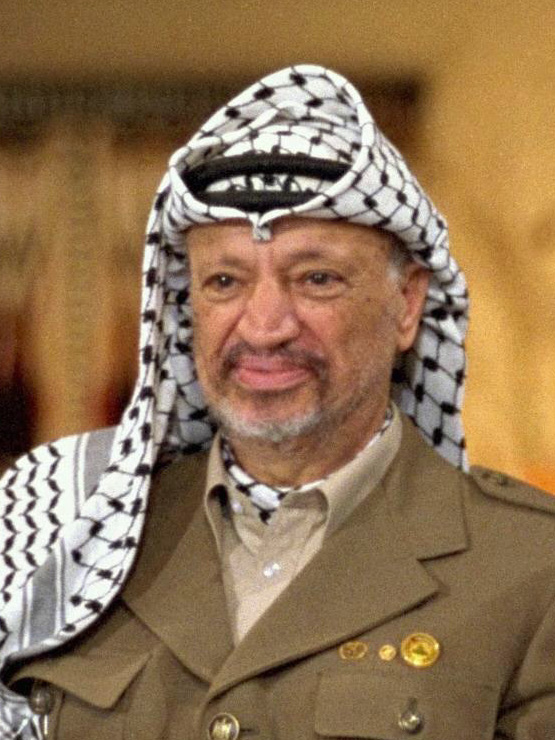
Yasir Arafat, presidente de la Autoridad Nacional Palestina a comienzos de 2000.

En una letra fechada el 27 de diciembre de 2000, Arafat pidió alguna aclaración sobre las propuestas:

Señor Presidente, permítame dirigirme a usted con toda la sinceridad que emana de la cercana amistad que nos une, y de la importancia histórica de lo que estás intentando hacer. Quiero reafirmarte mi voluntad de continuar trabajando contigo para alcanzar un acuerdo de paz. Necesito tu ayuda para aclarar y explicar las bases de tu iniciativa.
Necesito respuestas claras con relación al cálculo de las proporciones de tierra que serán anexionadas e intercambiadas, y la ubicación real de estos terrenos, así como la base para definir el Muro de las Lamentaciones, sus límites y su extensión, y el efecto que esto tendrá sobre el concepto de plena soberanía palestina sobre al-Haram al-Sharif.
Entendemos que la idea de ceder más territorio es una opción que tenemos el derecho de rechazar, y que no es uno de los parámetros de tus conciliadoras propuestas. También asumimos que los emplazamientos de emergencia israelíes están sujetos a negociación y a nuestro consentimiento. Espero que lo entiendas de la misma manera.
Tengo muchos preguntas relacionadas con el regreso de los refugiados a sus casas y pueblos. Tengo una experiencia negativa sobre el regreso de los palestinos desplazados a Cisjordania y la Franja de Gaza durante el Periodo Interino. Dado que las modalidades quedaban ligadas a un veto israelí, no se permitió a ni un solo refugiado regresar a través del mecanismo previsto en el acuerdo interino, que requería la decisión de un comité cuatripartito formado por Egipto, Jordania, Israel y Palestina. De igual manera, no veo un enfoque claro que aborde la compensación a los refugiados por las tierras, propiedades y fondos requisados por Israel bajo la tutela del Custodio de la Propiedad Ausente israelí.
Señor Presidente, siento que el periodo establecido en vuestra iniciativa para la retirada israelí es demasiado largo. Permitirá a los enemigos de la paz aprovechar ese tiempo para deshacer el acuerdo. Me pregunto si el "Periodo" es uno de los parámetros fijos de su propuesta; un "fundamento" que no puede modificarse.
Señor Presidente, tengo muchas preguntas. Necesito mapas, detalles y aclaraciones que me puedan ayudar a tomar las decisiones necesarias junto con mi directiva y mi pueblo.
Me gustaría que valorase el hecho de que no quiero procrastinar ni perder el tiempo.
Necesitamos una oportunidad real de aprovechar una vez más su determinación y su creatividad para lograr una paz justa y duradera con sus esfuerzos y durante su presidencia.
Señor Presidente, estoy preparado para visitarle en la Casa Blanca, lo antes posible si considera apropiada esta visita, para debatir sobre las propuestas de conciliación y para intercambiar nuestros puntos de vista sobre las distintas formas de seguir desarrollándolas.
Por favor, acepte mis respetos y mis mejores deseos,
Yasser Arafat

Según Clayton Swisher, la carta de Arafat "desinfla así otro mito sobre de la actitud de rechazo palestina (...) ese que cuenta que Israel aceptó [los parámetros] mientras que los palestinos los rechazaron (...) Ross difundió de manera diligente este cuento de hadas, y el mismísimo presidente hizo lo propio."
Como resultado de la publicación de los parámetros se canceló una cumbre prevista al día siguiente en Egipto entre Arafat y Barak. El 1 de enero, el equipo de negociación palestino publicó una carta abierta explicando por qué las propuestas "no conseguirían satisfacer las condiciones necesarias para una paz permanente". Afirmaban que los parámetros dividían el Estado palestino, incluido Jerusalén Este, en cantones separados e islas inconexas, y protestaban por el abandono de la reclamación del derecho de retorno de los refugiados palestinos y por la falta de claridad y de detalles. La propuesta de Clinton no iba acompañada de un mapa; sólo los israelíes presentaron un mapa que presuntamente hacía inviable el Estado palestino, privándolo de un acceso a fronteras internacionales. Los palestinos se oponían a la anexión israelí de los bloques de asentamientos de Cisjordania, incluidos los de Jerusalén Este, porque denunciaban que se anteponían a la contigüidad del Estado palestino. También protestaban por el hecho de que Israel obtendría mayor control sobre sus recursos naturales, mientras que planeaba cederles a cambio terrenos menos valiosos a las afueras de Cisjordania y la Franja de Gaza. Mientras Arafat volaba hacia Washington para reunirse con el presidente Clinton, el diario Al-Ayyam publicó en árabe una carta dirigida a este con las reservas palestinas.
El 2 de enero de 2001, en una reunión en la Casa Blanca, Arafat dio su acuerdo oficial a los parámetros con ciertas reservas. En un memorándum, su Unidad de Apoyo a las Negociaciones le había advertido de que "las propuestas en general son demasiado imprecisas y ambiguas como para formar un marco aceptable de negociación para un acuerdo". El equipo de negociación se oponía al uso de porcentajes de terreno. En primer lugar, los israelíes debían aclarar cuáles eran sus necesidades razonables en determinadas áreas concretas; sin un mapa adjunto, los porcentajes aportados eran también ambiguos, dado que los israelíes no incluían en esos porcentajes el total de los territorios en disputa ni partes del Mar Muerto, y no quedaba claro donde permanecerían el 80% de los colonos. Por aquel entonces, los colonos israelíes ocupaban alrededor del 1,8% de Cisjordania. Las preocupaciones palestinas con respecto a la falta de contigüidad del futuro Estado de Palestina estaban en gran parte relacionadas con el control israelí sobre grandes porciones de territorio en áreas de desarrollo clave de las colonias en las cercanías de Jerusalén y Belén, debido a los grandes bloques de asentamientos. Por este motivo, los palestinos se verían incapaces de trasladarse sin restricciones dentro de su propio Estado.
Un página web relacionada con la OLP aporta comentarios adicionales sobre los parámetros. La posición palestina sobre el derecho de retorno era, como lo ha sido siempre, que se trata de un derecho individual universal que no puede jamás verse relegado. Consideran que la resolución 194 de la Asamblea General de las Naciones Unidas reconoce este derecho.

## Respuesta de la opinión pública
Una encuesta publicada el 25 de diciembre desveló que el 48% de los 501 israelíes entrevistados se oponían a los parámetros; el 57% de ellos objetaba contra el control palestino del complejo de la Mezquita de Al Aqsa; el 72% se oponía al derecho de retorno de los refugiados palestinos, incluso aunque se tratase de un retorno limitado. Otra encuesta publicada el 29 de diciembre revelaba que el 56% de los israelíes encuestados se oponían a un acuerdo de paz alcanzado con base en los parámetros.
Una encuesta llevada a cabo en 2011 por la Universidad Hebrea indicaba que un número creciente de palestinos e israelíes apoyaban una solución al conflicto basada en los parámetros. La encuesta afirmaba que un 58% de los israelíes y un 50% de los palestinos apoyaban una solución de dos Estados basada en los parámetros de Clinton, en comparación con el 47% de los israelíes y el 39% de los palestinos en 2003, el primer año que esta misma encuesta se llevó a cabo.

## Consecuencias
A finales de enero se desarrolló en Egipto la cumbre de Taba como un infructuoso intento de alcanzar un acuerdo, si bien es cierto que se realizaron algunos progresos. En Israel, los adversarios del primer ministro Ehud Barak declararon que su gobierno carecía del apoyo del público israelí, del Knéset (parlamento israelí) y de las encuestas, y que estaba entregando a Israel en una "venta por liquidación". 
Bill Clinton abandonó la presidencia de los Estados Unidos el 20 de enero de 2001 y su sucesor, George W. Bush, se mostró en un principio mucho menos interesado en los asuntos de Oriente Próximo. A su vez, Ehud Barak fue derrotado en las elecciones parlamentarias israelíes del 6 de febrero por Ariel Sharon, quien se mostró rotundamente contrario a los parámetros. Así, con la sustitución de dos de los tres líderes que habían protagonizado las negociaciones hasta entonces, los parámetros de Clinton perdieron rápidamente importancia y notoriedad pública. 